# Monvalle

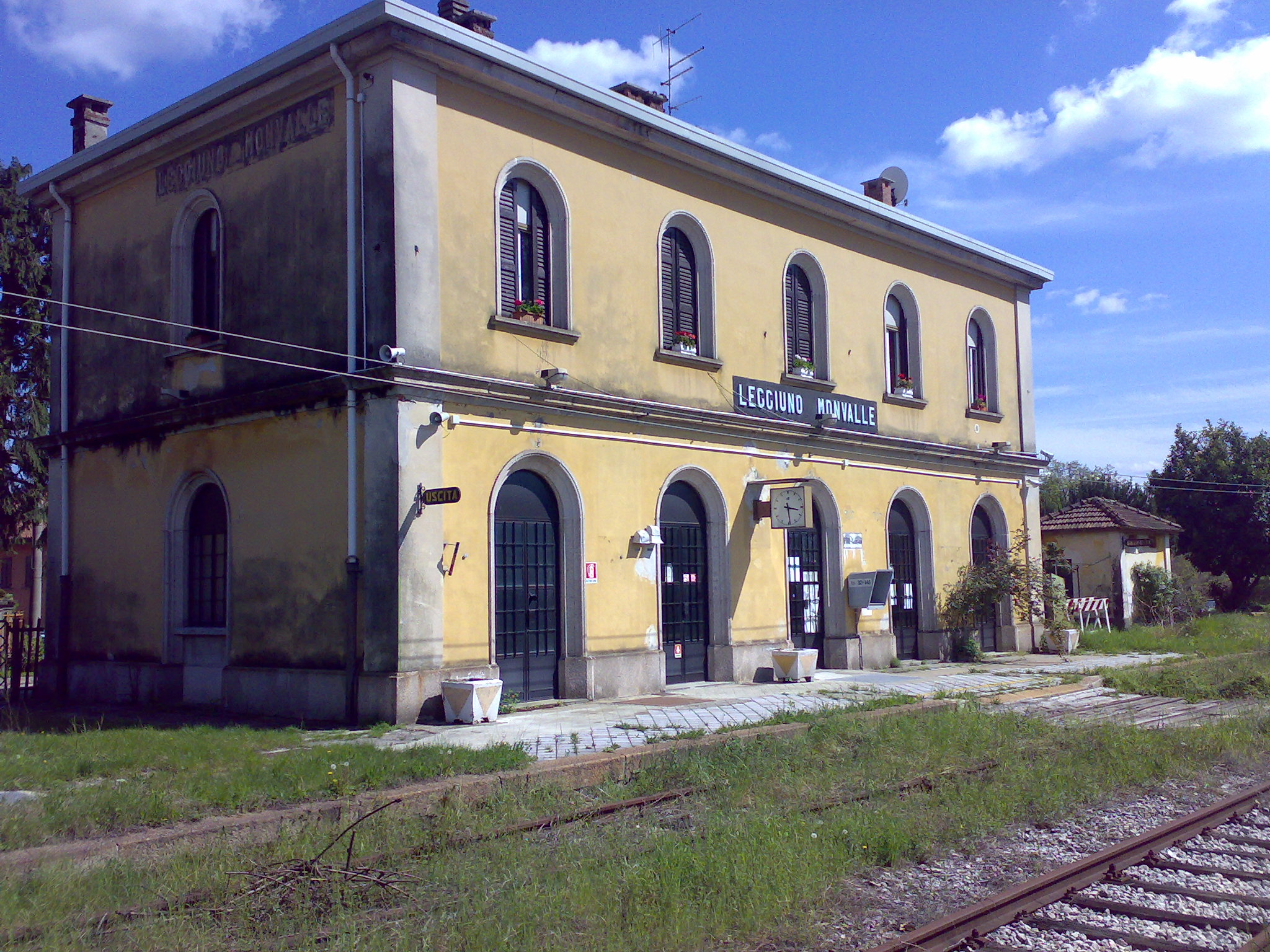
Bahnhof Leggiuno-Monvalle

Monvalle ist eine norditalienische Gemeinde (comune) in der Provinz Varese in der Lombardei.

## Geographie
Die Gemeinde liegt etwa 16 Kilometer westnordwestlich von Varese am Ostufer des Langensees und grenzt unmittelbar an den Provinz Verbano-Cusio-Ossola; die bedeckte eine Fläche von 4,07 km². Zu Monvalle gehört die Fraktion Turro. Die Nachbargemeinden sind Belgirate (VB), Besozzo und Leggiuno.

## Geschichte
Das Dorf Monvalle, das zur Pieve Brebbia gehört, wird in den Statuten der Straßen und Gewässer der Grafschaft Mailand erwähnt und gehörte zu den Gemeinden, die zur Instandhaltung der Straße von Rho beitrugen (1346). Im 17. Jahrhundert wurde die Gemeinde unter denjenigen der Pieve Brebbia erwähnt, die den Salzzensus bezahlten. In den Registern des Estimo des Herzogtums Mailand von 1558 und den nachfolgenden Aktualisierungen im 17. Jahrhundert ist Monvalle noch immer in derselben Pieve enthalten.
Nach den Antworten auf 45 Fragen, die 1751 vom Zweiten Rat der Volkszählung gestellt wurden, war die Gemeinde Moalo [Monvalle] mit Cassina di Turro, die zur Pieve Brebbia gehörte, mit dem Grafen Renato Borromeo Arese belehnt, an den sie jährlich 24 Lire als Zensus zahlte. Der Feudalrichter, damals Antonio Bosso di Sant’Andrea, residierte in Laveno und erhielt ein Gehalt von 16 Lire und 19 Soldi: er war zuständig für Zivil- und Strafsachen. 
Die allgemeinen und besonderen Räte wurden gemeinsam abgehalten, nachdem die Familienoberhäupter vom Konsul einberufen und durch das Läuten der Glocke angekündigt worden waren, in Anwesenheit des Kanzlers und der Abgeordneten von Moalo und Turro. Eine Dreiviertelmehrheit und die Zustimmung der Abgeordneten war für Entscheidungen in verschiedenen Angelegenheiten sowie für die Wahl der Abgeordneten, des Kanzlers und des Kassierers erforderlich. Die Abgeordneten waren vor allem dafür verantwortlich, dass die öffentlichen Ausschüttungen korrekt waren.
Der Standesbeamte wohnte in Cellina und erhielt ein Jahresgehalt von 36 Lire. Da es kein Archiv gab, wurden die öffentlichen Schriften einem Einwohner von Moalo, Giuseppe Rigolio, anvertraut.

## Bevölkerung
| Bevölkerungsentwicklung | Bevölkerungsentwicklung | Bevölkerungsentwicklung | Bevölkerungsentwicklung | Bevölkerungsentwicklung | Bevölkerungsentwicklung | Bevölkerungsentwicklung | Bevölkerungsentwicklung | Bevölkerungsentwicklung | Bevölkerungsentwicklung | Bevölkerungsentwicklung | Bevölkerungsentwicklung | Bevölkerungsentwicklung | Bevölkerungsentwicklung | Bevölkerungsentwicklung |
| ----------------------- | ----------------------- | ----------------------- | ----------------------- | ----------------------- | ----------------------- | ----------------------- | ----------------------- | ----------------------- | ----------------------- | ----------------------- | ----------------------- | ----------------------- | ----------------------- | ----------------------- |
| Jahr                    | 1751                    | 1805                    | 1853                    | 1871                    | 1881                    | 1901                    | 1921                    | 1951                    | 1971                    | 1991                    | 2001                    | 2011                    | 2017                    | 2021                    |
| Einwohner               | 340                     | 488                     | *652                    | 760                     | 873                     | 1083                    | 1132                    | 930                     | 1242                    | 1506                    | 1720                    | 1944                    | 1944                    | 1938                    |

- 1809 Fusion mit Leggiuno

## Verkehr
Der Bahnhof von Leggiuno und Monvalle liegt an der Bahnstrecke Luino–Novara.

## Sonstiges
Felice Fo, Vater von Dario Fo, wurde am 11. November 1898 in Monvalle geboren, er war Stationsleiter und Schauspieler im lokalen Amateurtheater. 

## Sport
Das Strandbad von Monvalle ist bei Touristen und Seglern sehr beliebt.

## Sehenswürdigkeiten
- Mulino del Turro[2]